# Liste der Baudenkmäler in Wörth an der Isar
Auf dieser Seite sind die Baudenkmäler in der niederbayerischen Gemeinde Wörth an der Isar zusammengestellt. Diese Tabelle ist eine Teilliste der Liste der Baudenkmäler in Bayern. Grundlage ist die Bayerische Denkmalliste, die auf Basis des Bayerischen Denkmalschutzgesetzes vom 1. Oktober 1973 erstmals erstellt wurde und seither durch das Bayerische Landesamt für Denkmalpflege geführt wird. Die folgenden Angaben ersetzen nicht die rechtsverbindliche Auskunft der Denkmalschutzbehörde.

## Baudenkmäler nach Ortsteilen

### Wörth
| Lage                                | Objekt                                 | Beschreibung | Akten-Nr.    | Bild           |
| ----------------------------------- | -------------------------------------- | --- | ------------ | -------------- |
| Degernauer Straße 1 (Standort)      | Wohnstallhaus                          | zweigeschossiger Flachsatteldachbau mit Blockbau-Obergeschoss und Traufschrot, 19. Jahrhundert. | D-2-74-191-1 | Wohnstallhaus  |
| Landshuter Straße 22 (Standort)     | Einfirsthof                            | Mittertennbau, zweigeschossiger Satteldachbau mit Traufschrot, Speicherteil in Blockbauweise, 18. Jahrhundert. | D-2-74-191-2 | Einfirsthof    |
| Landshuter Straße 32 (Standort)     | Ehemaliges Schloss                     | zweigeschossiger Walmdachbau mit Mezzanin, im Kern, 17./18. Jahrhundert; Landschaftspark, um 1870; erhaltene Teile der Einfriedung, um 1870. | D-2-74-191-3 | weitere Bilder |
| Landshuter Straße 34, 36 (Standort) | Ehemalige Schlossbrauerei              | zweigeschossiger und L-förmiger Satteldachbau, im Kern 17./18. Jahrhundert. | D-2-74-191-4 | weitere Bilder |
| Landshuter Straße 40 (Standort)     | Postgasthof                            | zweigeschossiger Walmdachbau mit Putzgliederung, zweite Hälfte 18. Jahrhundert. | D-2-74-191-5 | Postgasthof    |
| Landshuter Straße 55 (Standort)     | Katholische Pfarrkirche St. Laurentius | ursprünglich romanische Anlage, Westchor und Teile der Langhausmauern in den barocken Erweiterungsbau Ende 17. Jahrhundert übernommen, nach Norden als Wandpfeilersaal modern erweitert durch Michael Simon, München, 1936–38, südlich Turm mit Putz- und Geschossgliederung, mit Spitzhelm; mit Ausstattung. | D-2-74-191-6 | weitere Bilder |
| Postauer Straße 9 (Standort)        | Wohnstallhaus                          | zweigeschossiges Gebäude mit Halbwalmdach, mit Putzgliederungen, erste Hälfte 19. Jahrhundert. | D-2-74-191-7 | Wohnstallhaus  |

### Degernau
| Lage                  | Objekt        | Beschreibung | Akten-Nr.    | Bild          |
| --------------------- | ------------- | --- | ------------ | ------------- |
| Haus Nr. 1 (Standort) | Wohnstallhaus | zweigeschossiger Steildachbau mit Blockbau-Obergeschoss und hofseitigem Traufschrot, zweite Hälfte 18. Jahrhundert. | D-2-74-191-8 | Wohnstallhaus |